# La Lune à un mètre
Pour plus de détails, voir Fiche technique et Distribution.
La Lune à un mètre est un film de Georges Méliès sorti en 1898 au début du cinéma muet. C'est un court-métrage d'environ trois minutes.

## Synopsis
Alors qu'il travaille dans son observatoire, un astronome voit apparaître un diablotin et une noble dame. Il dessine ensuite des corps célestes, qui s'animent alors sur le tableau noir. Puis ses meubles disparaissent, et alors qu'il souhaite regarder la Lune avec un immense télescope, celle-ci lui apparaît, un mètre devant lui, et mange son instrument. Elle détruit également d'autres objets, et deux enfants déguisés en Pierrot sortent de sa bouche. L'astronome veut la frapper, mais elle recule, puis se transforme en croissant, sur lequel repose une jeune fille, qui enfin apparaît près de l'astronome; elle s'envole alors. L'astronome est ensuite mangé par la Lune, qui recrache ses membres; le diablotin joue avec et la dame le reconstitue. Puis, l'astronome revient dans son observatoire.

## Fiche technique
- Réalisateur, producteur, scénariste, décorateur et monteur : Georges Méliès
- Production et distribution : Star-Film (N° 160-132 du catalogue)
- Durée : 3 minutes 11 secondes
- Procédé technique : 35 mm (positif et négatif) / Noir & Blanc (certaines copies colorées au pochoir)/ muet / 1 x 1,33

## Distribution
- Georges Méliès : l'astronome
- Jehanne d'Alcy : Phœbé, la bonne fée

## Galerie

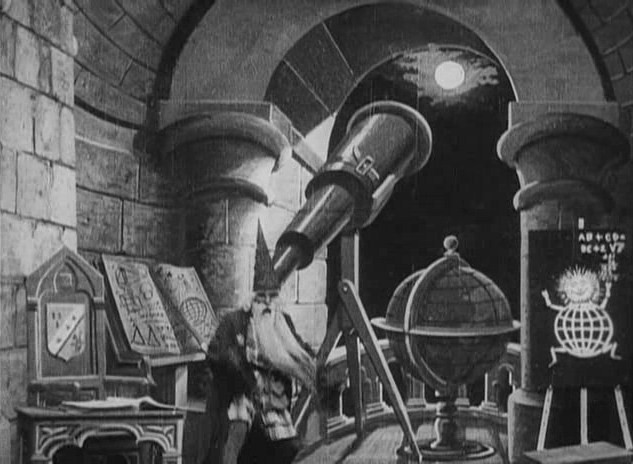
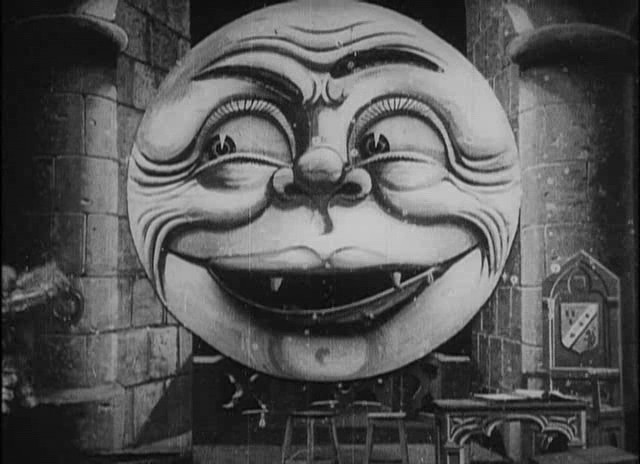
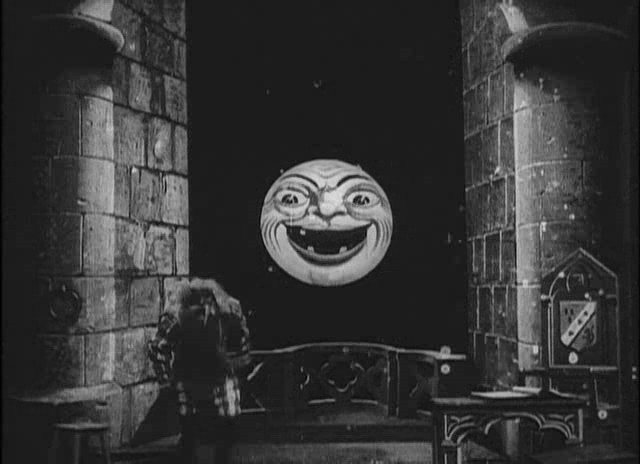
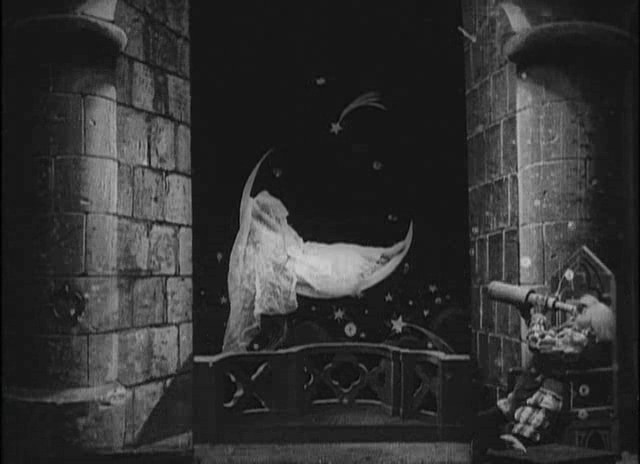